# Ludowika Jakobssonová
Ludowika Antje Margareta Jakobssonová rozená Eilersová (25. července 1884 Postupim – 1. listopadu 1968 Helsinky) byla finská krasobruslařka německého původu.
Jejím partnerem v soutěži sportovních dvojic byl od roku 1907 finský inženýr Walter Jakobsson, který se stal v roce 1911 jejím manželem. V roce 1916 se odstěhovali do Helsinek a Jakobssonová získala finské občanství, což jí umožnilo startovat na Letních olympijských hrách 1920, kam nebyli Němci pozváni.
Jakobssonovi vyhráli mistrovství světa v krasobruslení v letech 1911, 1914 a 1923. V letech 1910, 1912, 1913 a 1922 obsadili druhé místo. V roce 1920 se stali olympijskými vítězi (bylo to první olympijské zlato pro nezávislé Finsko), v roce 1924 skočili druzí a v roce 1928 pátí.
Jakobssonová se věnovala také sólovému krasobruslení. V roce 1911 získala ještě pro Německo bronzovou medaili na MS v soutěži žen, v roce 1917 se stala ženskou mistryní Finska.
Objevila se také jako herečka v němém filmu.